# Kouchibouguac National Park
Kouchibouguac National Park er en nationalpark i New Brunswick, Canada. Den 238 km² store park blev oprettet i 1969 for at beskytte plante- og dyrelivet langs floden Kouchibouguacs bredder. 
Blandt dyrearterne i parken findes den truede kortnæbbet præstekrave  og den næststørste ternekoloni i Nordamerika. Langs de 25 kilometer lange sandstrande findes kolonier af spættet sæl og gråsæl. 